# 미지의 여인에게서 온 편지
《미지의 여인에게서 온 편지》(Letter From An Unknown Woman)는 미국에서 제작된 막스 오퓔스 감독의 1948년 드라마 영화이다. 조안 폰테인 등이 주연으로 출연하였고 존 하우스먼 등이 제작에 참여하였다.

## 출연

### 주연
- 조안 폰테인
- 루이 주르당
- 마디 크리스찬즈
- 마르셀 주네

### 조연
- 아트 스미스
- 하워드 프리맨
- 레오 B. 페신
- 얼스킨 샌포드

## 기타
- 원작자: 슈테판 츠바이크
- 미술: 알렉산더 골릿즌
- 의상: 트라비스 밴톤